# Kabalo
Pour les articles homonymes, voir Kabalo (territoire).
Kabalo est une localité chef-lieu de territoire de la province du Tanganyika en république démocratique du Congo. 

## Géographie
Située sur la rive droite de la rivière Lualaba, elle est desservie par la route nationale RP630 à 320 km à l'ouest du chef-lieu provincial Kalemie.

## Administration
Chef-lieu territorial de 15 570 électeurs enrôlés pour les élections de 2018, la localité a le statut de commune rurale de moins de 80 000 électeurs, elle compte 7 conseillers municipaux en 2019.

## Population
Le recensement date de 1984, l'accroissement annuel est estimé à 3,98,.
| 1984   | 2004   | 2012   |
| ------ | ------ | ------ |
| 25 466 | 46 896 | 63 622 |

## Économie
Kabalo est desservie par un terrain d'aviation (code AITA : KBO).